# Malawimonas
A Malawimonas egysejtű heterotróf ostorosok nemzetsége ismeretlen filogenetikai kapcsolatokkal. Helyenként az Excavata vagy a Loukozoa csoportokba sorolták. 2018-as tanulmányok szerint a Podiata közeli rokona.

## Történet
1993-ban Charles J. O’Kelly a Jakobidába tartozó ostorosokat és az eukarióták korai diverzifikációját kutatta, és felismerte, hogy a Jakoba, a Reclinomonas és a Histiona (a Jakobida koronacsoportja) morfológiailag hasonló volt. E koronacsoport tartalmazott egy névtelen, leíratlan szabadon úszó, sejtszájjal rendelkező ostoros sejtet.
A tanulmány során e sejteket a Jakoba tagjainak gondolták a Jakoba libera fajhoz hasonló morfológiai jellemzők – a sejtfal hiánya, a szesszilis trofikus állapotok, a hasonló úszásmód és az elülső ostor gyakori görbülése miatt. Azonban kiderült, hogy a faj nem sorolható be a Jakobida Jakoba  vagy más nemzetségébe a Jakoba szabálytalanul lapult és a többi Jakobida-nemzetség csöves mitokondriális cristáitól eltérő lemezes cristái miatt.
E bakterivor, heterotróf élőlényt később Malawimonas jakobiformisnak nevezték, mivel a Nyasza-tó malawi partján izolálták, és az új Malawimonadidae családba helyezték.
Csak több mint 10 évvel később vizsgáltak hasonló élőlényt több tanulmányban is, mely a Jakobida és a Cercozoa közt váltakozott Malawimonas californiana néven, de ezt nem írták le formálisan, csak genomszekvenálással fedezték fel.
Bár a M. californianát formálisan nem írták le, elérhető teljes mitokondriális genomja és több teljes magi gén is.

## Jellemzők

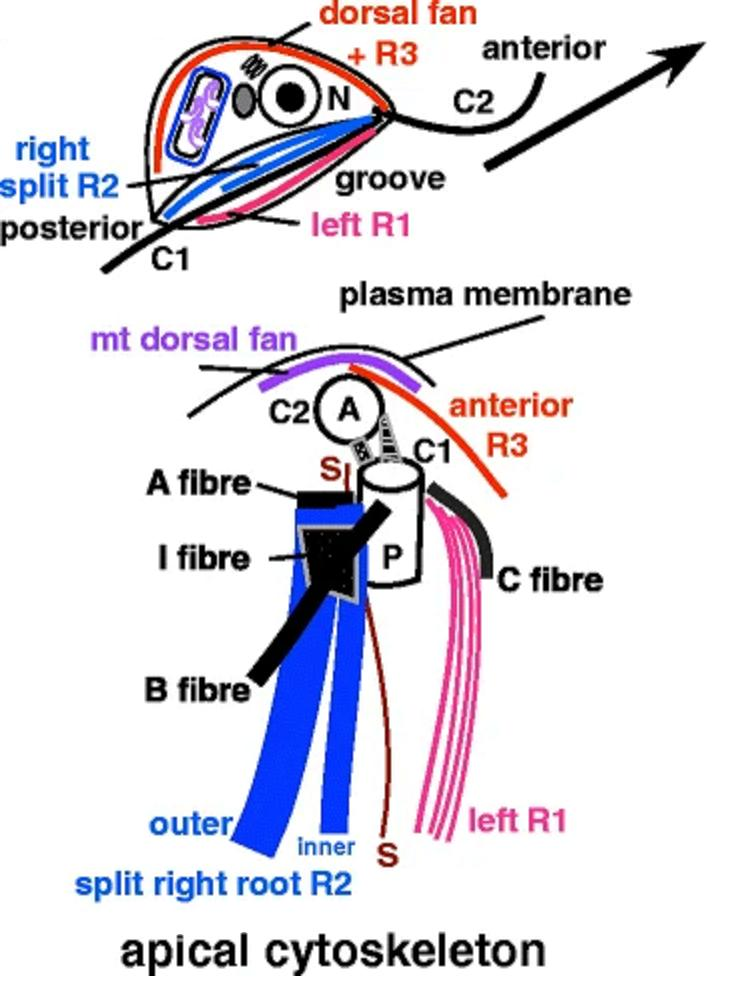
Malawimonas, sematikus ábra

Számos közös jellemzőjük van a Jakobidával és más Excavata-tagokkal – ilyen például a ventrális sejtszáj és a két ostor. Sejtváza a Carpediemonaséhoz, a Metamonada tagjaihoz hasonlít, és a Diplomonada és Retortamonada közeli rokona.
A Malawimonas jakobiformis egymagvú, kétostorú, heterotróf „csupasz” sejt, pikkely vagy lorica nélkül. Ultraszerkezete megfigyelése alapján a felszínen jelentős glikokalix van. Általában vékony, plasztikus és gyakran deformálják a tárgylemez nyomása vagy a megemésztett táplálék. Ostorai 1–1,5-szer hosszabbak a sejttestnél, és közel egyenlő hosszúak. Az elülső ostor görbült, a ahol a hátulsó belemélyül, de nem csatlakozik a ventrális sejtfelszínhez. A sejtek egyenesen úsznak, és longitudinális tengelyük mentén forognak haladáskor. Hátulsó ostoruk ürege az ostor felszínén egyértelmű helyén jelenik meg, míg a többi Jakobida-tagé diffúzan ered a dorzális felszínen.

### Genomika
Lehetséges BBS6-ortológja is ismert, ami alapján a BBS fehérjecsoport az állatok megjelenése előtt megjelenhetett, vagy azok géntranszferrel más csoportoknak adták át annak tagjait.
Kevés epigenetikai és karbantartó géncsaládja van.

## AMalawimonas, a Jakobida és a mitokondriumok eredete
A kezdeti molekuláris vizsgálatok kimutatták, hogy a Reclinomonas americana, a Jakoba libera és a Malawimonas jakobiformis mitokondriális genomjai hasonlítanak a leginkább a baktériumokhoz az eukarióták közt. A Jakobida a mitokondriális cristák ősi formájával rendelkezik. A mitokondriumalak erősen állandósult jellemző, és a legmélyebb evolúciós elágazás meghatározására használható az eukarióták közt.

## Hely az eukarióták közt
Egy α- és β-tubulint használó kutatás szerint a M. jakobiformis az eukarióták közt bazális helyzetű, és megkülönböztethető a Jakobida koronacsoportjától.
Molekuláris filogenetikával nem mutatták ki a Malawimonada helyzetét az eukarióták közt. Kevés magban kódolt gén elemzése gyakran a Metamonada közeli rokonaként helyezte el. 2016-tól a legtöbb filogenetikai elemzés az Excavata többi tagjától elkülöníti a Malawimonadát. Az SSU rDNS, a tubulinok és 5–7 magban kódolt fehérje filogenezise és a filogenetikai elemzések szerint a Malawimonada nem a Jakobida rokona. Hasonlóságuk inkább az Excavata ősi morfológiájára vagy konvergens evolúcióra utal, nem közeli filogenetikai kapcsolatra.

## Fordítás
Ez a szócikk részben vagy egészben  a   Malawimonas című angol Wikipédia-szócikk ezen változatának fordításán alapul.  Az eredeti cikk szerkesztőit annak laptörténete sorolja fel. Ez a jelzés csupán a megfogalmazás eredetét és a szerzői jogokat jelzi, nem szolgál a cikkben szereplő információk forrásmegjelöléseként.